# SN 2007cq
SN 2007cq – supernowa typu Ia odkryta 21 czerwca 2007 roku w galaktyce A221440+0504. W momencie odkrycia miała maksymalną jasność 15,80m.